# 벤트 메이딩

벤트 마이딩(Bent Mejding, 1937년 1월 14일~2024년 11월 12일)은 덴마크의 텔레비전 배우, 연극 배우, 영화배우, 영화 감독, 성우이다.
스벤보르에서 태어났다.

## 영화
- 1864(2014년) - 세베린 역
- 로얄 어페어(2012년)
- 스톰(2009년)
- 저스트 어나더 러브 스토리(2007년)
- 데이지 다이아몬드(2007년)
- 우리는 승리하리라(2006년)
- 브라더스(2004년) - 헨닝 역
- 초급자를 위한 이태리어(2000년)
- 랩티리커스(1961년)